# Karen Anette Anti

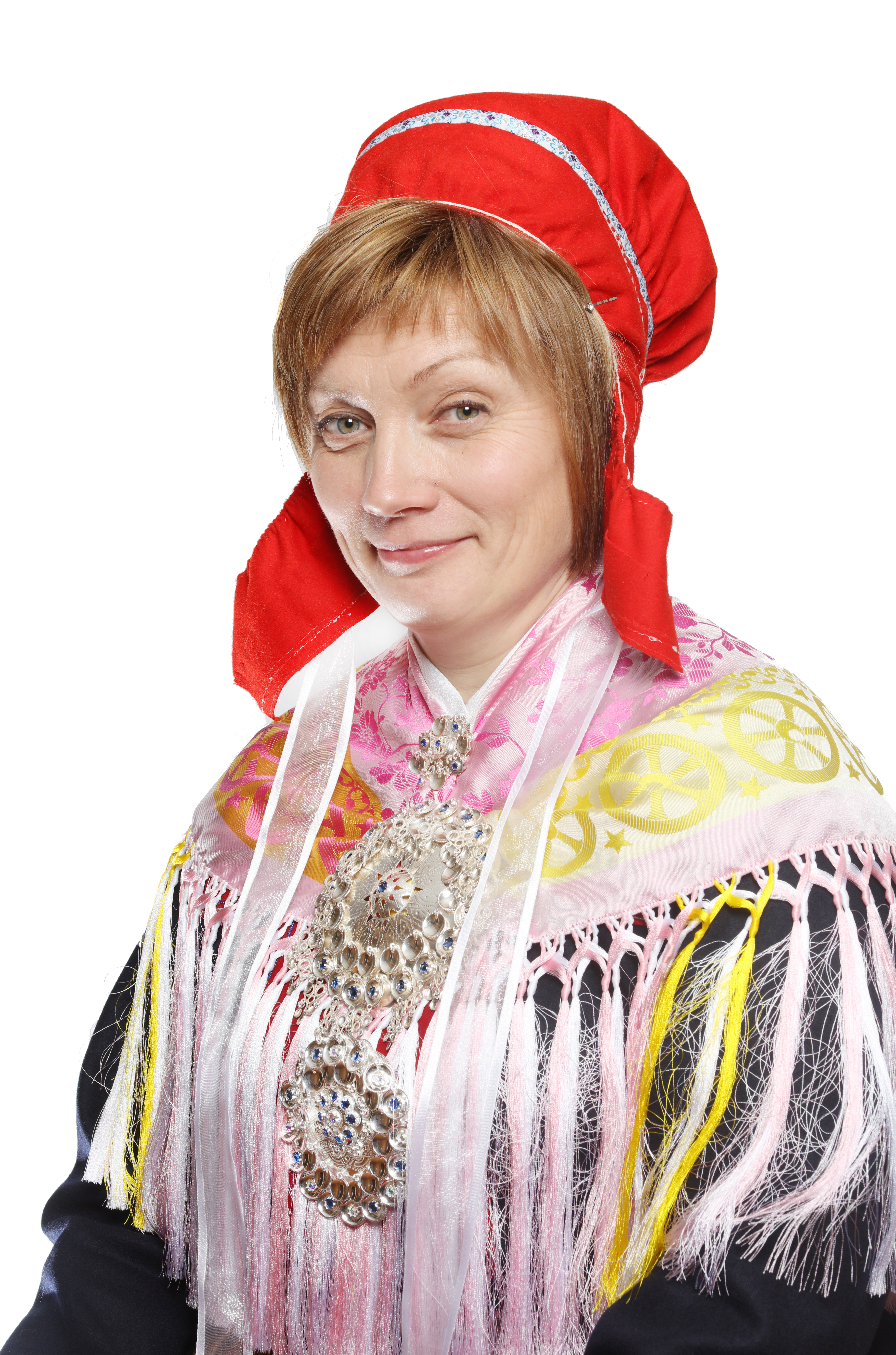
Karen Anti (2017)

Karen Anette Anti (Bardufoss, 1972) is een Noorse Sami politica. Sinds 2017 is ze lid van het het Noors Sámiparlement.
Anti werd als eerste vertegenwoordiger van het Noors Sámiverbond uit Målselv gekozen in de nationale vergadering.